# Un petit coin de paradis (film, 2008)
Pour les articles homonymes, voir Un petit coin de paradis (homonymie).
Pour plus de détails, voir Fiche technique et Distribution.
Un petit coin de paradis est un film suisse réalisé par Jacqueline Veuve et sorti en 2008.

## Synopsis
Dans un hameau abandonné du Valais central, Ossona, les représentants de trois générations projettent de créer un éco-village.

## Fiche technique
- Titre : Un petit coin de paradis
- Réalisation : Jacqueline Veuve
- Scénario : Antoine Jaccoud, Nadejda Magnenat et Jacqueline Veuve
- Photographie : Peter Guyer et Florian Burion
- Son : Luc Yersin, Benedikt Frutiger et Jérôme Cuendet
- Montage : Loredana Cristelli
- Musique : André-Daniel Meylan
- Sociétés de production : P.S. Productions - RTS - Aquarius Film Production
- Pays de production :  Suisse
- Distribution : JMH Distribution (Suisse) - Cinéma Public Films Distribution (France)
- Genre : documentaire
- Durée : 85 minutes
- Date de sortie : Suisse - 14 août 2008[1]

## Sélections
- Festival international du film de Locarno 2008[2]
- Französische Filmtage Tübingen (Festival international du film francophone de Tübingen) 2012[3]